# Орхус (метеорит)
Орхус (дан. Aarhus) — метеорит, що належить до H-хондритів, падіння якого на поверхню Землі відбулося 2 жовтня 1951 року о 18:15 в місті Орхус, Данія. Метеор розділився на два шматки безпосередньо перед зіткненням, і обидва ці шматки вдалося відшукати. Вони відомі як Орхус I (300 г) та Орхус II (420 г). Орхус I відшукали в невеличкій лісистій місцевості під назвою Ріїс-Сков, лише через кілька хвилин після падіння.

## Класифікація
Метеорит належить до H-хондритів та має петрологічний тип 6, тож його класифікували як такий, що належить до групи H6.